# Analyse de données textuelles
L'analyse de données textuelles (ou ADT) est une approche des sciences humaines qui envisage les textes comme des données organisées qui, constituées en corpus, peuvent être analysées indépendamment de leur énonciataire, voire de leur énonciation. Le développement des outils informatiques a donné une impulsion indéniable à cette approche.
L'analyse de données textuelles, qui est inspirée par la linguistique structurelle et l'analyse de discours, est autant qualitative que quantitative. Elle cherche à qualifier les éléments des textes à l'aide de catégories et à les quantifier en analysant leur répartition statistique. L'approche a été très inspirée par les travaux de Jean-Paul Benzécri et a été utilisée dès les années 1960 sur des corpus de textes littéraires ou de textes politiques.

## Terminologie
Appliquée strictement au lexique, l'ADT est parfois appelée lexicométrie ; appliquée au texte, elle est parfois appelée textométrie ; appliquée de manière générale au discours, elle est parfois appelée logométrie.

## Les JADTs
Depuis 1992, la communauté des chercheurs en analyse de données textuelles se réunit en congrès tous les deux ans lors de Journées internationales d'analyse statistique de données textuelles (JADT) : 1992 Barcelone ; 1994 Montpellier ; 1996 Rome ; 1998 Nice ; 2000 Lausanne ; 2002 Saint-Malo ; 2004 Louvain-la-Neuve ; 2006 Besançon ; 2008 Lyon ; 2010 Rome ; 2012 Liège ; 2014 Paris ; 2016 Nice ; 2018 Rome ; 2020 Toulouse ; 2022 Naples ; 2024 Bruxelles). Les actes sont publiées et accessibles en ligne sur le site Lexicométrica.

## Logiciels
| Nom                              | Date de lancement | Coût              | Client Web | App. Windows | App. MacOS | App. Linux | Services | Développement |
| -------------------------------- | ----------------- | ----------------- | ---------- | ------------ | ---------- | ---------- | --- | --- |
| Alceste                          | 1979              | payant            |            |              |            |            | | Max Reinert, société Image                                                                                                 |
| Aquad                            | 1987              | gratuit           |            |              |            |            | | Tübingen Universität (Günter L. Huber)                                                                                     |
| Atlas.ti                         | 1993              | payant            |            |              |            |            | | Technische Universität Berlin (Thomas Muhr)                                                                                |
| Analyse SHS                      | 2012              | gratuit           |            |              |            |            | AFC, ACP, Classification ascendante hiérarchique | Pôle Informatique de Recherche et d'enseignement en Histoire de l'Université de Paris-I (« Panthéon-Sorbonne »)            |
| DTM                              |                   | gratuit           |            |              |            |            | | L. Lebart, ENST |
| GarganText                       | 2013              | gratuit           |            |              |            |            | | équipe “Digital Humanities”, ISC-PIF, CNRS                                                                                 |
| Hyperbase                        | 1989              | gratuit           |            |              |            |            | | Université de Nice et CNRS                                                                                                 |
| IRaMuTeQ                         | 2009              | gratuit           |            |              |            |            | | Université de Toulouse |
| Le Trameur                       | 2014              | gratuit           |            |              |            |            | | CLESTHIA - Langage, systèmes, discours - EA 7345 U. de Paris-III Sorbonne-Nouvelle                                         |
| Lexico                           | 1994              | gratuit           |            |              |            |            | fréquences des mots, contexte des termes, mesure du caractère non aléatoire de l'apparition de mots ou de suites de mots dans un corpus distribué en fonction de variables connues | André Salem (ENS Fontenay-Saint-Cloud, université de Paris-III Sorbonne Nouvelle)                                          |
| NooJ                             | 2004              | gratuit           |            |              |            |            | | Max Silberztein, Université de Franche-Comté                                                                               |
| NVivo                            | 1981              | payant            |            |              |            |            | | Tom & Lyn Richards |
| Prospéro                         | 2011              | gratuit           |            |              |            |            | | association Doxa |
| QDA Miner                        |                   | freemium          |            |              |            |            | | |
| R.TeMiS                          | 2016              | gratuit           |            |              |            |            | | Milan Bouchet-Valat (Ined), Gilles Bastin (Sciences Po Grenoble, Pacte), Bénédicte Garnier (Ined), Antoine Chollet (ENSAI) |
| SATO                             | 2004              | gratuit et payant |            |              |            |            | | Université du Québec à Montréal (François Daoust)                                                                          |
| Sémato                           | 2007              | gratuit et payant |            |              |            |            | | Université du Québec à Montréal (Pierre Plante, Lucie Dumas, André Plante)                                                 |
| Statistica Text Miner (StatSoft) | 1993              | payant            |            |              |            |            | | société TIBCO Software Inc. (1997)                                                                                         |
| Taltac (en italien)              | 2000              | gratuit           |            |              |            |            | | Sergio Bolasco, Francesco Baiocchi e Adolfo Morrone                                                                        |
| TXM                              | 2010              | gratuit           |            |              |            |            | | École normale supérieure de Lyon, université de Franche-Comté                                                              |
| T-Lab                            |                   |                   |            |              |            |            | | |
| Tropes                           | 1994              | gratuit           |            |              |            |            | | Pierre Molette, Agnès Landré, Rodolphe Ghiglione                                                                           |
| Sphinx Quali                     |                   |                   |            |              |            |            | | |
| Voyant Tools                     | 2021              | gratuit           |            |              |            |            | | Université McGill, Montréal (Stéfan Sinclair, Geoffrey Rockwell)                                                           |
| WordStat                         | 1998              | gratuit           |            |              |            |            | | |